# Zabierzów (Racławówka)
Zabierzów – część wsi Racławówka w Polsce położona w województwie podkarpackim, w powiecie rzeszowskim, w gminie Boguchwała. 
W Zabierzowie ma swoją siedzibą parafia pw. Wszystkich Świętych.